# Oliver Twist (film fra 1909)
|  | For andre betydninger, se Oliver Twist (flertydig) |
Oliver Twist er en amerikansk stumfilm fra 1909 af J. Stuart Blackton.
Filmen er baseret på Charles Dickens’ roman af samme navn.

## Medvirkende
- Edith Storey - Oliver
- William Humphrey - Fagin
- Elita Proctor Otis - Nancy Sykes